# Homebrew Computer Club

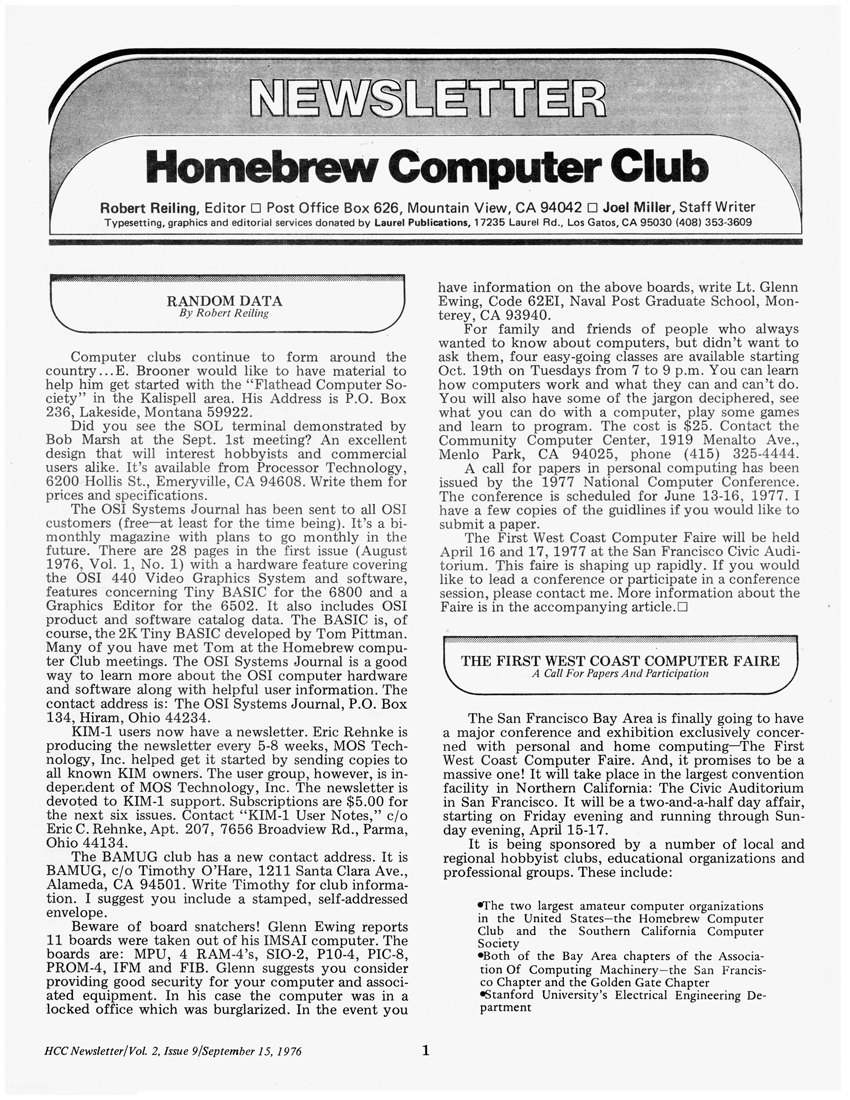
La rivista del club, lHomebrew Computer Club Newsletter, del mese di settembre del 1976

L'Homebrew Computer Club è stato uno dei primi club di appassionati di computer (homebrew significa "fatto in casa", nel senso di "autocostruito") nonché uno dei più noti. I suoi membri si sono incontrati dal 5 marzo 1975 fino al mese di dicembre del 1986. Il club è noto anche per aver annoverato tra i suoi membri figure di spicco del mondo informatico, tra cui i fondatori di Apple Steve Jobs e Stephen Wozniak.

## Storia
L'Homebrew Computer Club era composto prevalentemente da semplici appassionati di computer, sebbene molti dei membri fossero ingegneri elettronici, hobbisti con discrete conoscenze tecniche o avessero comunque un'esperienza come programmatori. Scopo del club era la compra-vendita di componenti e di circuiti e lo scambio di informazioni pertinenti il "fai-da-te" di schede e microcomputer. Il club non aveva soci, ma frequentatori.
Nacque per iniziativa di Gordon French e Fred Moore, che si conobbero al Community Computer Center a Menlo Park, California (USA) e vollero creare un gruppo di persone che si incontrasse regolarmente e che fosse interessato alla realizzazione di computer alla portata di chiunque. Il primo incontro fu tenuto il 5 marzo del 1975 nel garage di French a Menlo Park, cittadina della contea di San Mateo, in occasione dell'arrivo in zona del primo computer Altair, inviato per una recensione a People's Computer Company, un bimestrale locale. Gli incontri successivi si svolsero nell'auditorium dello Stanford Linear Accelerator Center.
Il club si sciolse nel 1986. Successivamente gli ex membri si sono riuniti nel 2001 e nel 2005 per festeggiare rispettivamente il ventiseiesimo ed il trentesimo anniversario della fondazione del club.

## Membri
Tra i membri del club si annoverano alcune persone che hanno segnato la storia dell'informatica:
- Bob Marsh, cofondatore di Processor Technology, che produsse nel 1975 il computer Sol-20, e di Inveneo[7], un'organizzazione no-profit specializzata nei sistemi di telecomunicazione;
- George Morrow, progettista di diversi computer basati sul bus S-100;
- Adam Osborne, fondatore di Osborne Computer Corporation, che ha commercializzato l'Osborne 1;
- Lee Felsenstein, il moderatore degli incontri del club, cofondatore di Processor Technology, dove ha progettato il Sol-20, e dipendente di Osborne Computer Corp, dove ha progettato l'Osborne 1;
- John Draper, noto come Captain Crunch, famoso phreaker ed inventore della prima blue box;
- Jerry Lawson, l'unico membro afroamericano del club, famoso per aver guidato il gruppo che ha progettato la console Fairchild Channel F;[8]
- Steve Jobs, cofondatore di Apple;
- Steve Wozniak, cofondatore di Apple.

Wozniak progetta l'Apple I su richiesta di Jobs che vuole venderlo inizialmente durante le riunioni del club.

## La Newsletter
L'Homebrew Computer Club pubblicava una newsletter che fu una delle più influenti pubblicazioni nell'area della Silicon Valley. Scritta ed edita dai suoi stessi membri, essa diffuse l'idea del personal computer ed aiutò i lettori nell'assemblaggio dei computer in kit come l'Altair 8800. Un evento rilevante nella storia della newsletter fu la pubblicazione della lettera aperta agli hobbisti scritta da Bill Gates (la famosa "Open Letter to Hobbyists") in cui li accusava di pirateria informatica per via della storia relativa al trafugamento di una copia dell'Altair BASIC, avvenuta durante una delle presentazioni dei prodotti MITS tenutesi nel mese di giugno del 1975, per mano di Dan Sokol, un membro dell'Homebrew Computer Club.
Il primo numero della pubblicazione fu distribuito il 15 marzo 1975 e continuò, con varie vesti grafiche, per 21 numeri, terminando con quello del mese di dicembre 1977.

## Altri computer club
Dopo la prima riunione dell'Homebrew Computer Club, altri club di appassionati di computer si sono formati in ogni dove. Ad esempio, uno dei più grossi al mondo è l'Homebrew Computer Club olandese che si formò nella città di Utrecht. Chiamato in origine Hobby Computer Club (HCC) e composto da una dozzina di membri, pubblicava una piccola newsletter in formato A5. Attualmente conta 180.000 membri e quella piccola newsletter si è oggi evoluta nella rivista Computer! Totaal. Oltre ad essa, il club pubblica altre riviste e fornisce anche accesso ad internet ed altri servizi.
Un altro vasto ed influente computer club è il tedesco Chaos Computer Club (CCC).
Negli anni ottanta nacque nella Silicon Valley The Computer Workshop, con membri provenienti principalmente da Sunnyvale e dalla Stanford University.
Un altro club, paragonabile all'Homebrew Computer Club per importanza, fu il Southern California Computer Society (SCCS), nato anch'esso nella zona della Silicon Valley.
Il più vecchio gruppo di utenti di computer Apple è The Apple Corps of Dallas (ACD), fondato il 7 gennaio 1978 ed ancora operativo.